# Монмартър
Монмартър (на френски: Montmartre, от латинското: Mons Martyrtum, което означава „Планината на мъчениците“) е хълм в 18-и арондисман на Париж, висок около 130 m. Прочут е с красивата си архитектура и с това, че през 19-и и 20 век мнозина известни художници са работили там, като например Пабло Пикасо, Винсент Ван Гог, Амедео Модиляни, Анри Матис, Едгар Дега, Клод Моне, Салвадор Дали.
Името си Монмартър дължи на смъртта на тогавашния парижки епископ и настоящ светец покровител на Франция Сен Дьони, който е обезглавен на това място през около 250 година.
Заради височината и ветровете мястото е много подходящо за вятърни мелници. Днес от тях е останала само тази пред входа на прочутото кабаре Мулен Руж (в превод Червената мелница).
На върха на Монмартър се извисява базиликата Сакре кьор (Свято сърце Исусово), построена през 1874 година. От камбанарията ѝ, висока 80 метра, бие една от най-големите камбани в света, тежаща 19 тона. Надолу от катедралата тръгват тесни улички, които отвеждат до площад Пигал – средище на нощния живот в Париж.